# Eutolmus bureschi
Eutolmus bureschi là một loài ruồi trong họ Asilidae. Eutolmus bureschi được Hradský & Moucha miêu tả năm 1964. Loài này phân bố ở vùng Cổ Bắc giới.